# 賀田站
賀田站（日语：／ Kata eki */?）是位於三重縣尾鷲市曾根町，東海旅客鐵道（JR東海）的紀勢本線車站。本站在內的三木里站至新鹿站的區段為紀勢本線最後開通的區間。

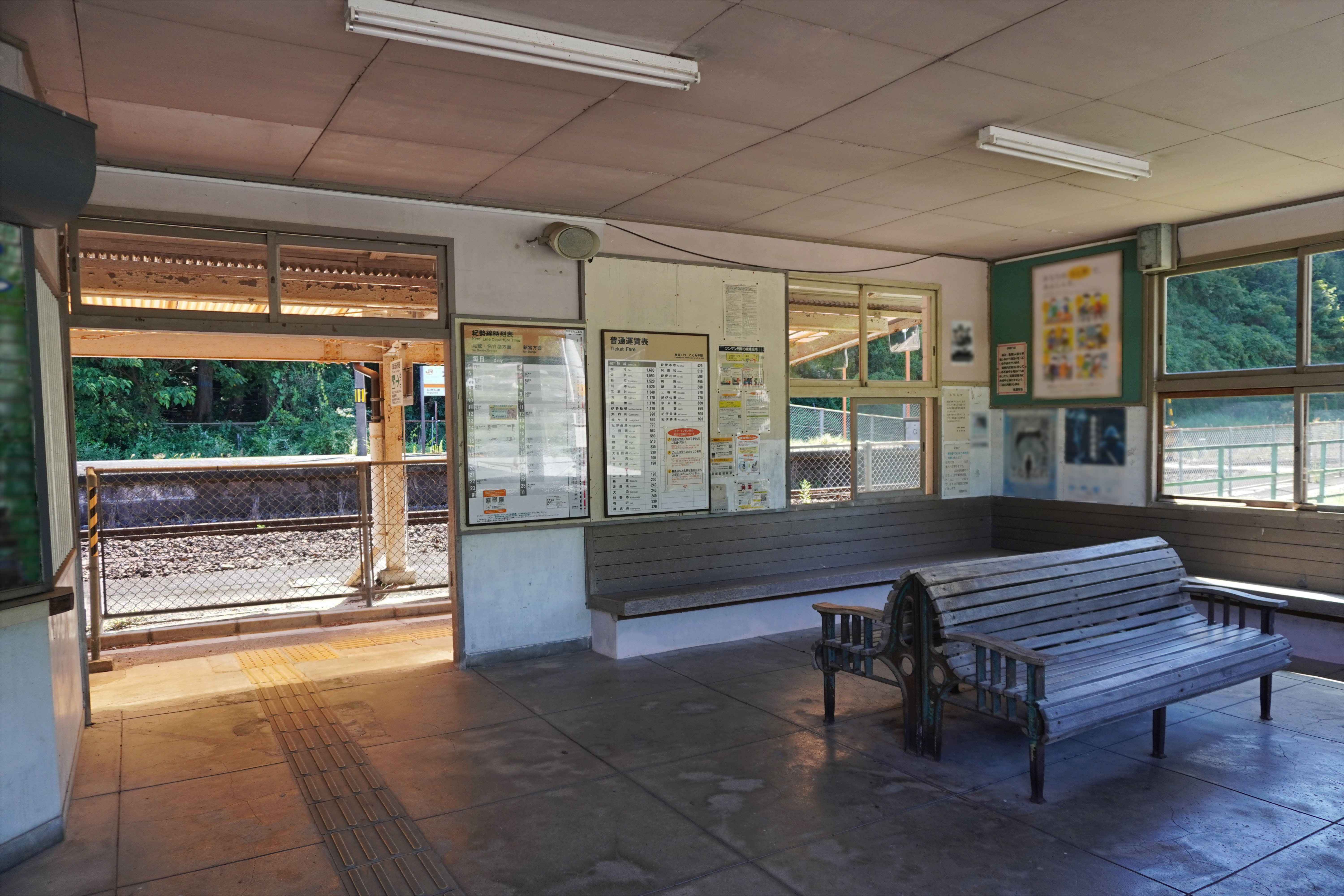
車站內部（2023年7月）

## 歷史
- 1959年（昭和34年）7月15日：國鐵紀勢本線三木里站至新鹿站之間開通，此站啟用[1]。
- 1983年（昭和58年）12月21日：成為無人車站[2]。在此年起至1992年，由管理車站派遣職員（簡易委託站）至此站進行車票販賣業務。
- 1987年（昭和62年）4月1日：伴隨國鐵分割民營化，車站由東海旅客鐵道（JR東海）營運[1]。

## 車站構造

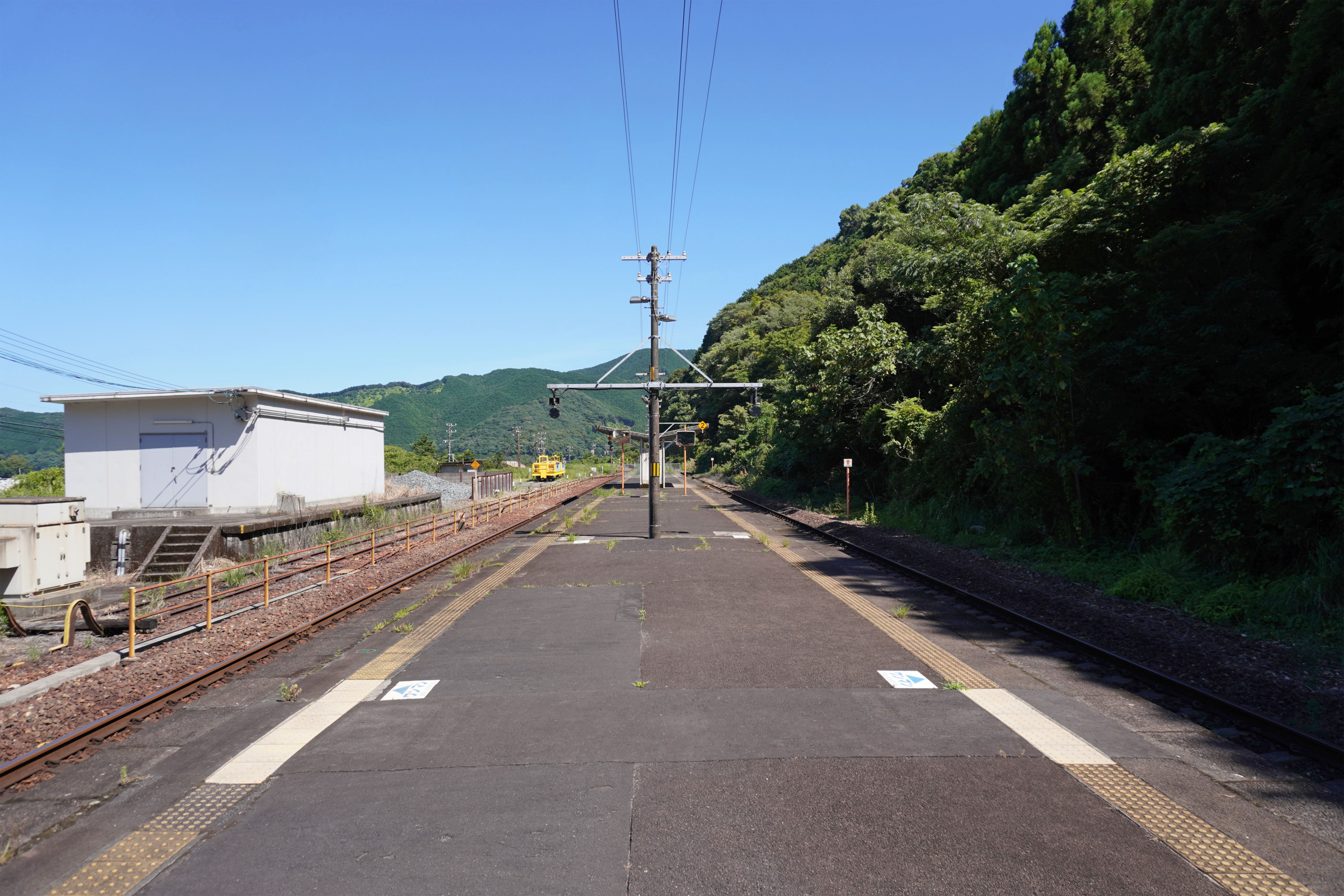
月台（2023年7月）

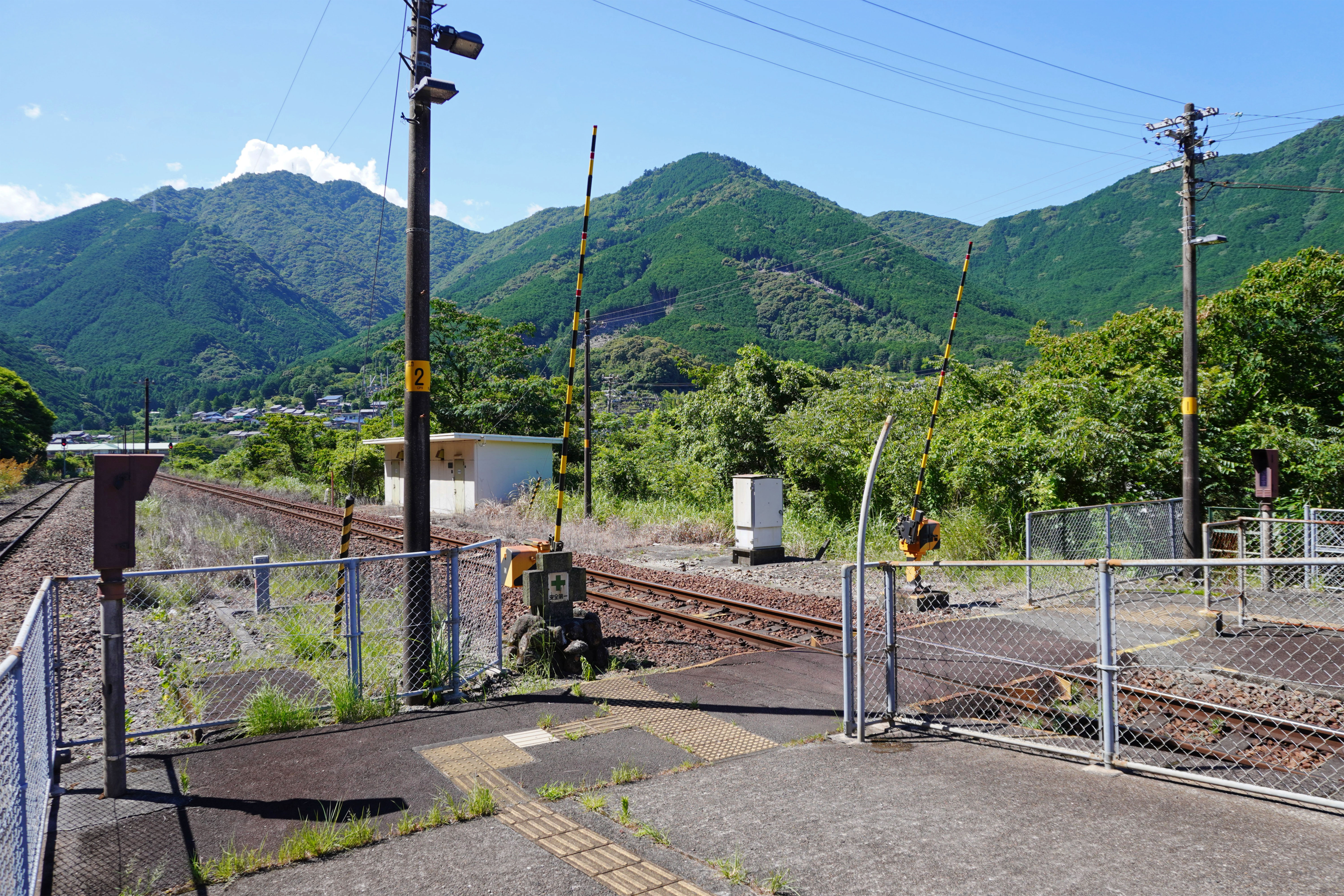
平交道（2023年7月）

本站為為地面車站，站内設有1面2線的島式月台，同時也有數條側線。站房與月台之間設有遮斷機的平交道。
本站的站房以積木結構建成，並且為由尾鷲站管理的無人車站，站內設有已關閉的櫃臺。近年的熊野大煙花大會（每年8月17日）當日櫃臺會開放服務。

### 月台
| 月台 | 路線      | 上下行 | 方向             |
| ---- | --------- | ------ | ---------------- |
| 1、2 | ■紀勢本線 | 下行   | 新宮方向         |
| 1、2 | ■紀勢本線 | 上行   | 尾鷲、名古屋方向 |

在車站大樓一邊設有1號月台，為本線和一線通過結構，基本上在不需要列車交會時上下行列車會使用1號月台（在進行列車交會時上行列車會使用2號月台）。但是，卻有些情況是在沒有列車交會時也會使用2號月台。

## 使用狀況
根據「三重縣統計書」，以下列出近年1日平均乘車人次。
| 年度   | 一日平均 乘車人次 |
| ------ | ----------------- |
| 1998年 | 161               |
| 1999年 | 158               |
| 2000年 | 136               |
| 2001年 | 133               |
| 2002年 | 123               |
| 2003年 | 115               |
| 2004年 | 106               |
| 2005年 | 107               |
| 2006年 | 100               |
| 2007年 | 99                |
| 2008年 | 88                |
| 2009年 | 79                |
| 2010年 | 63                |
| 2011年 | 54                |
| 2012年 | 60                |
| 2013年 | 54                |
| 2014年 | 45                |
| 2015年 | 44                |
| 2016年 | 39                |
| 2017年 | 38                |

## 車站周邊
車站周邊設有賀田灣和古川的河口。車站北邊為賀田，南邊為曾根，兩村落中間就是此車站的位置，但車站名稱名為賀田，其名稱的村落位於古川對面岸。
在路線中，向北會經過賀田的村落和進入亥谷隧道，向南會經過曾根村落和曾根隧道。前者前往三木里站，後者則前往二木島站，兩邊設有長隧道。在大曾根浦站以南至熊野市站之間的紀勢本線，會經過很多隧道，隧道與隧道之間經過河川和村落，在這些位置設立了各車站。
另外，由於曾根隧道內的地質是硬石，使建造時相當困難。在此處建造曾根隧道的國內精鋭工程人員後來參加了青函隧道的工程。
在賀田的村落中設有尾鷲市立賀田小學、尾鷲市立輪內中學，賀田郵局、尾鷲警署賀田駐守所。曾根的村落設有尾鷲市政廳南輪內出張所、三重紀北消防組合尾鷲消防署輪内出張所。在附近道路方面，國道311號沿海岸線行走，在車站北邊設有縣道70號與國道向西邊分支。

## 巴士路線
- 尾鷲市社區巴士 尾鷲市Fureai巴士（日语：尾鷲市ふれあいバス）
  - Haraso線
    - 尾鷲站
    - 梶賀

## 相鄰車站
東海旅客鐵道（JR東海）
紀勢本線
三木里－賀田－二木島

## 注腳

## 外部連結
- 國土地理院地國參閱服務 （页面存档备份，存于） - 賀田站周邊1/25000地勢圖 （页面存档备份，存于）